# Danse Macabre (comics)
Pour les articles homonymes, voir Danse macabre (homonymie).
Danse Macabre (Dansen Macabre) est un personnage de comics. Cette super-vilaine appartenant à l'univers de Marvel Comics est apparue pour la première fois dans Marvel Team-Up vol.1 n°93 créée par Steven Grant, Tom Sutton et Carmine Infantino.

## Origine
Ancienne danseuse exotique, Danse Macabre était aussi prêtresse de la déesse Shiva. Elle se servit de ses pouvoirs pour hypnotiser Spider-Man et le faire s'entre-tuer avec son rival, le Suaire. Les deux ennemis parvinrent finalement à découvrir son plan et à la battre.
On la revit plus tard captive de Locksmith, et elle fut libérée par Spider-Woman. 
Finalement, le Suaire fit la paix avec elle et lui proposa d'intégrer l'Équipe de nuit.
On la vit aussi faire partie des Fémizones de Superia.

## Pouvoirs
- Elle possède le pouvoir mystique d'hypnotiser et de tuer ceux qui la regardent danser.
- Elle peut aussi se rendre invisible aux sens humains.